# Caravasar de Rabati Malik
Rabati Malik (o Rabat i Malik, literalmente «el caravasar del príncipe») es una ruina de caravasar situada en la carretera M83 entre Samarcanda y Bujará en la provincia de Navoi en Uzbekistán. Construido en el siglo XI, estaba situado en la Ruta de la Seda.
El sitio ha sido candidato a la categoría de Patrimonio de la Humanidad de la UNESCO desde 2008.

## Historia
El caravasar de Rabati Malik fue construido por orden del hijo de Tamgachkhan Ibragim (jefe de Samarcanda de 1068 a 1080, dinastía Qarakhanid), Karakhanid Shams-al-Mulk Nasr. Fue construido entre 1078 y 1079, y estaba situado en la Ruta de la Seda.
Los trabajos arqueológicos han permitido representar la planta original del caravasar. Estaba rodeada por muros de 54 a 56 m de altura. En cada esquina del recinto había una torre. En total, el caravasar ocupaba un total de 8.277 m². En 1220, Bujará fue devastada por las invasiones mongolas.

## Estado

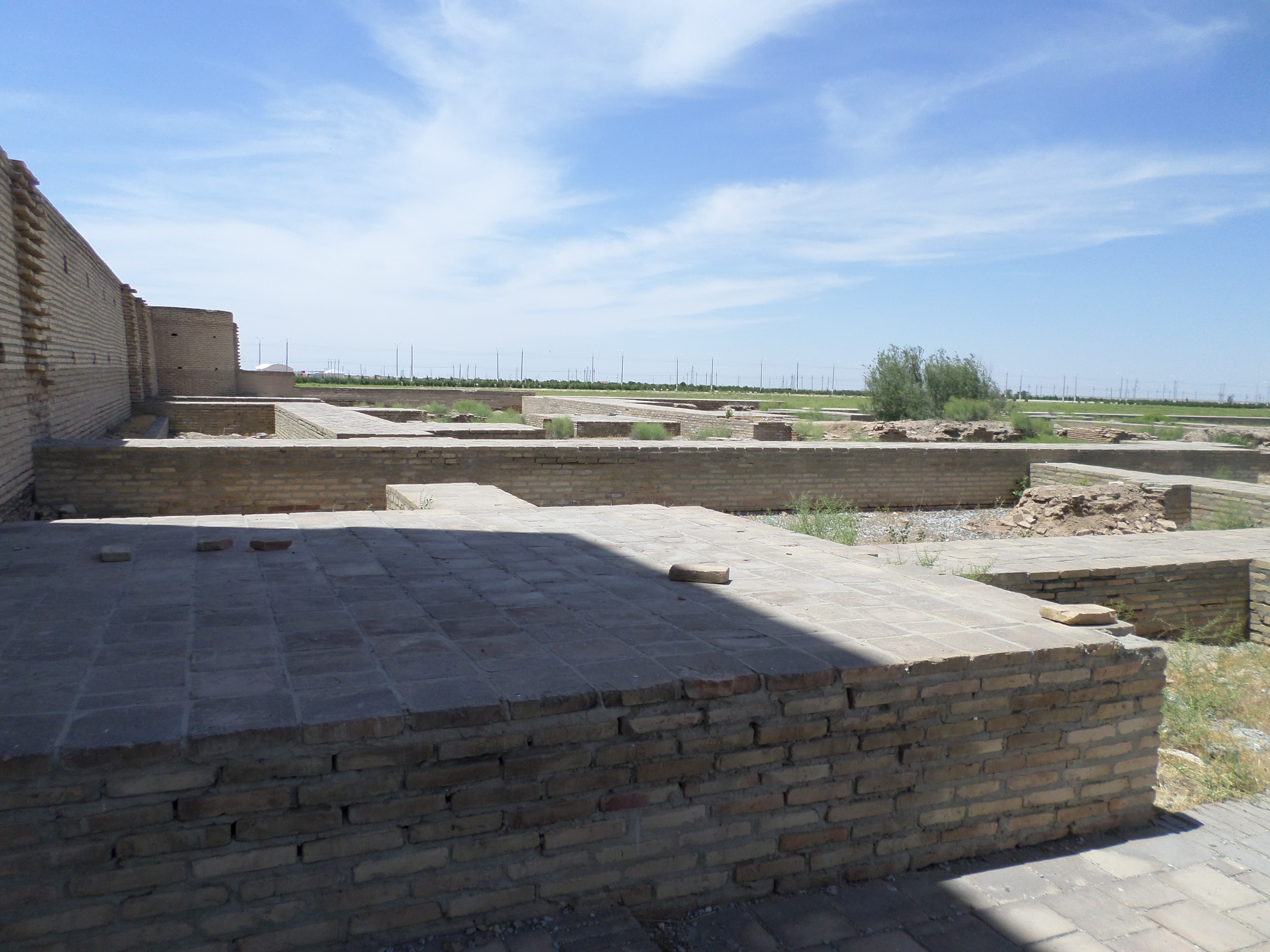
Reconstrucción de Rabat Malik.

De la antigua construcción únicamente queda el portal del caravasar. Está hecho de adobes de 25x25x4 cm. Este portal con arco de contrafuerte y abertura rectangular es uno de los más antiguos y grandes de Asia Central. El perímetro está decorado con inscripciones árabes. Ha sido parcialmente restaurado, pero sigue siendo en su mayor parte auténtico. Su tipo de decoración es poco común en Asia Central, similares se pueden encontrar en el alminar de Dzhar Kurgan y en el arco del Shahriar en Merv. Queda una de las murallas, que ha sido completamente reconstruida.
Frente al caravasar hay un depósito de agua subterránea llamado Sardoba Rabati Malik. Se encuentra a unos 100 metros del aAeropuerto Internacional de Navoi. El sitio se utiliza ahora como un museo al aire libre. Desde el 18 de enero de 2008, el monumento es candidato a la inscripción en la lista del Patrimonio Mundial de la UNESCO en la categoría "Cultura".